# Schola Cantorum de Bâle
 (août 2022).
Si vous disposez d'ouvrages ou d'articles de référence ou si vous connaissez des sites web de qualité traitant du thème abordé ici, merci de compléter l'article en donnant les références utiles à sa vérifiabilité et en les liant à la section « Notes et références ».
Pour les articles homonymes, voir Schola Cantorum.
La Schola Cantorum Basiliensis ou Schola Cantorum de Bâle a été fondée en 1933 par Paul Sacher (1906-1999) comme institut de recherche et d'enseignement privé, spécialisé dans l'interprétation historiquement informée de la musique ancienne.
Les premières années de l'école ont été marquées par des personnalités comme le violoncelliste et gambiste August Wenzinger (1905-1996) et la violoniste et pédagogue Ina Lohr (en) (1903-1983). 
En 1954, la Schola Cantorum Basiliensis fait partie de l'Académie de musique de la ville de Bâle (de) de la ville de Bâle. Depuis 2008, elle est rattachée à la Haute école spécialisée du Nord-Ouest de la Suisse (de) (FHNW), où elle est l'une des trois composantes de la [Hochschule für Musik], aux côtés des instituts "Klassik" et "Jazz". 
La Schola Cantorum Basiliensis compte environ 70 enseignants et 200 étudiants venant de différents pays. Elle propose plusieurs cursus d'études couvrant la période allant du moyen âge au début du XIXe siècle. 

## Élèves célèbres
- Gustav Leonhardt (1928-†2012)
- Jordi Savall (1941-) et Montserrat Figueras (1942-†2011)
- Barbara Thornton (en) (1950-†1998)
- Paolo Pandolfo (1962-)
- Christina Pluhar (1965-)
- Elam Rotem (1984-)
- Benjamin Bagby (en) (1950-).
- Diana Baroni
- Andrea Buccarella (1987-), claveciniste et organiste classique.
- Rosalía Gómez Lasheras (1994-), pianiste classique espagnole.

## Membres
- August Wenzinger (1905-†1996)
- Chiara Banchini
- Christophe Coin
- David Plantier
- David Sinclair
- Eduard Melkus
- Eduard Müller
- Emilio Moreno
- Hélène Schmitt
- Jaap Schröder (1925-†2020)
- Johannes Koch
- Odile Edouard
- Paul O'Dette
- Thomas Binkley (1932-†1995)
- Yasunori Imamura

## Discographie sélective
Marc-Antoine Charpentier, Concert pour 4 parties de violes H.545, Eustache du Caurroy, Fantaisies N°3, Salve Regina, Claude Le Jeune, Première fantaisie à quatre, Étienne Moulinier, Fantaisies n°1, 2, 3, Louis Couperin, Fantaisies 126, 127, 129, 130. LP Erato LDE 3083 (1959).